# 乐昌白毛茶
乐昌白毛茶，又称乐昌白毛尖，原产自广东乐昌九峰山，是一种著名的茶树品种、中国国家级良种。

## 特点
乐昌白毛茶树为有性生殖品种，乔木型、大叶类、早生种。原产广东乐昌九峰山一带，主要分布在仁化、乳源、曲江等地。其植株髙大，主干明显、树姿直立。绿叶富有光泽，叶形长椭圆，制成的绿茶呈茸白毛状。其采用银白树上的一芽一叶初展嫩梢为原料，经摊青、杀青、揉捻、烘焙四道工序制作而成。制成茶叶特征为外形紧结卷曲多毫，汤色黄绿明亮。1984年，全国茶树良种审定委员会认定为国家级良种，编号为“华茶15号（GSCT15）”。适合在华南茶区、江南茶区种植，扦插成活率较低，培育苗成活率较高。